# الصراع الصدري الإيراني
يشير الصراع الصدري الإيراني إلى التنافس بين التيار الصدري المعروف حاليًا بالتيار الوطني الشيعي والميليشيات الشيعية العراقية المعروفة بالـ《الولائية》نسبة لولائهم لإيران.

## تاريخ
خلال معارضتهم لصدام حسين، كانت الميليشيات الشيعية العراقية موحدة وحصلت على دعم إيراني. نشأ الصراع خلال الحرب الأهلية العراقية، عندما اختلفت الميليشيات الشيعية العراقية حول إيران وتدخلها في الشؤون العراقية. مقتدى الصدر هو ابن محمد الصدر، الذي أسس التيار الصدري القومي في ثمانينيات القرن الماضي. بعد اغتيال محمد الصدر عام 1999، خلفه مقتدى الصدر كزعيم للتيار الصدري وأصبح أحد أقوى رجال الدين الشيعة وأكثرهم احترامًا. بعد غزو العراق عام 2003، أسس مقتدى الصدر جيش المهدي، بهدف طرد القوات الأمريكية من العراق وإقامة حكومة شيعية عراقية.
على الرغم من أن جيش المهدي كان يركز على طرد القوات الأمريكية من العراق، إلا أن الصدريين السياسيين انضموا إلى ائتلاف مع حزب الدعوة الإسلامية والمجلس الأعلى للثورة الإسلامية في العراق. وكان الصدريون هم صانعي الملوك في نجاح الائتلاف الذي أدى إلى انتخاب نوري المالكي. ومع ذلك، كان الصدر والمالكي على خلاف حول موضوع إيران، وأدت الخلافات إلى قتال جيش المهدي ضد حكومة المالكي الموالية لإيران بحلول عام 2006. وعلى الرغم من شعبيته الأولية كجماعة مقاومة شيعية، فقد أثار جيش المهدي سلسلة من الاشتباكات في أوائل عام 2007 مما تسبب في انتقاد حتى بعض أشد مؤيديه له. في أغسطس 2007، وفي أعقاب الاشتباكات العنيفة في كربلاء بين جيش المهدي وفيلق بدر المدعوم من إيران، والتي قُتل فيها 50 حاجًا شيعيًا، كان هناك الكثير من الضغط على جيش المهدي.
اتُهم جيش المهدي بإثارة الاشتباكات، وأمر الصدر أنصاره بنزع السلاح. ومع ذلك، لم يتبع جميع أعضاء جيش المهدي الأمر. كان هذا عندما ظهرت المجموعات الخاصة، وهو مصطلح لأعضاء جيش المهدي الذين واصلوا القتال. وفي عام 2006،أنشق قيس الخزعلي عن جيش المهدي وأنشق معه عصائب أهل الحق أيضا من جيش المهدي. أصبحت عصائب أهل الحق ميليشيا شيعية بارزة في العراق وارتبطت بفيلق القدس، الذي منحها غالبية تمويلها. في أواخر عام 2007، ذهب الصدر إلى قم بإيران، لغرض الدراسة الدينية مع الاستمرار في قيادة جيش المهدي. في فبراير 2008، أمر الصدر جيش المهدي باستئناف الأنشطة العسكرية، مما أثار قتال ربيع العراق عام 2008. بعد وقف إطلاق النار، نزع الصدر سلاح جيش المهدي بالكامل.
بدأ جيش المهدي في التركيز على الخدمات الاجتماعية للمجتمعات الشيعية الفقيرة في العراق. وعلى الرغم من نزع سلاح غالبية جيش المهدي، احتفظ الصدر بمقاتليه النخبة وشكل كتائب اليوم الموعود. مُنعت كتائب اليوم الموعود من قتال القوات العراقية، وركزت فقط على القوات الأمريكية حتى انسحابها في عام 2011. وعلى الرغم من ترشحه في الانتخابات ضد المالكي، إلا أن التدخل الإيراني دفع الصدر إلى الموافقة على الدخول في ائتلاف مع المالكي. وقد ضمن دعم الصدريين للمالكي له فترة ولاية ثانية، وحصل الصدريون على 8 مقاعد من أصل 32 مقعدًا في الحكومة الجديدة. وعلى الرغم من مشاركته في حكومة المالكي، إلا أنه بحلول سبتمبر 2011، بدأ الصدر في عقد مسيرات مناهضة للمالكي، حيث شعر بالإحباط مما اعتبره استبداد المالكي المدعوم من إيران. وفي ديسمبر 2011، عارض الصدر مرة أخرى حكومة المالكي علنًا ودعا إلى انتخابات جديدة.
في 6 أغسطس 2013، أعلن الصدر اعتزاله السياسة وتجميد جيش المهدي. ومع ذلك، استمر أعضاؤه في اتباع الصدر وظل التيار الصدري في السياسة العراقية. بعد سقوط الموصل، شكل الصدر سرايا السلام. هدفت سرايا السلام إلى انهاء إحتلال الدولة الإسلامية في العراق، وفي عام 2014 أستقال نوري المالكي. وأسبتدل بحيدر العبادي. كان العبادي أقل اعتمادًا على إيران، وتعهد الصدر بسرعة بدعمه. منذ أن أصبح العبادي رئيسًا للوزراء، عملت سرايا السلام بشكل وثيق مع الجيش العراقي في القتال ضد الدولة الإسلامية. وعلى الرغم من أن سرايا السلام كانت متحالفة مع الحكومة العراقية الجديدة في القتال ضد الدولة الإسلامية، إلا أنها رفضت المساعدة من الولايات المتحدة وهددت بمحاربة القوات الأمريكية إذا جاءت إلى العراق. في يناير/كانون الثاني 2016، دعا الصدر العبادي إلى إصلاح حكومته. وعندما انقضى الموعد النهائي في مارس/آذار 2016، دخل الصدر بنفسه المنطقة الخضراء، معلنًا استعداده للموت من أجل مطالبه. ونصب خيمة في وسط المنطقة الخضراء، حيث مكث خمسة أيام حتى استُجيبت طلباته جزئيًا. ورغم أن الصدر درس في الحوزات الإيرانية، إلا أن علاقته بإيران كانت متوترة ومشروطة.
كانت عصائب أهل الحق، وكتائب حزب الله، وفيلق بدر، ممولة ومتأثرة بإيران، وإن بدرجات متفاوتة، بينما كان الصدريون أكثر قومية ورفضوا التدخل الإيراني في العراق رفضًا قاطعًا. وكان جيش المهدي قد قبل المساعدة الإيرانية من حين لآخر بشرط عدم التدخل في الشؤون العراقية. وكان جيش المهدي يعتقد أن العرب الشيعة العراقيين، وليس "المتطفلين الفرس"، هم قادة المجتمع الشيعي العراقي، وأكد أن على الحكومة العراقية أن تضع مصالح الشيعة العراقيين في المقام الأول، بغض النظر عن رأي إيران في ذلك.
بعد اعتقال قيس الخزعلي، تولى أكرم الكعبي قيادة عصائب أهل الحق مؤقتًا حتى إطلاق سراح الخزعلي في أوائل عام 2010. في عام 2008، طالب مقتدى الصدر الكعبي بإعادة توحيد عصائب أهل الحق مع جيش المهدي، لكن الكعبي رفض واستمرت عصائب أهل الحق في الاشتباك مع جيش المهدي.
خلال الأزمة السياسية العراقية، ضعفت السيطرة الإيرانية على الميليشيات الشيعية. في عام 2021، اقتحمت الميليشيات المدعومة من إيران بغداد، غاضبة من نجاح مقتدى الصدر في الانتخابات البرلمانية العراقية عام 2021. في عام 2022، اقتحم الصدريون الغاضبون من النفوذ الإيراني في العراق، البرلمان العراقي، وانسحبوا لاحقًا. في 31 أغسطس، اندلعت معركة ضخمة بين الصدريين والعديد من الميليشيات المدعومة من إيران، والتي امتدت بسرعة إلى جنوب العراق. أغلق رجال التيار الصدري مقرات عصائب أهل الحق وبدر في العديد من المناطق. دعا مقتدى الصدر لاحقًا إلى إنهاء الهجمات. اشتبكت سرايا السلام وعصائب أهل الحق في البصرة في سبتمبر 2022، مما أسفر عن مقتل 4 أشخاص. في أبريل/نيسان 2023، في بغداد، وبعد فترة من التوتر الشديد بين كتائب حزب الله وسرايا السلام، كان الجانبان على استعداد للقتال حتى تدخلت الحكومة العراقية ومنعت الاشتباكات.